# Heliura stolli
Heliura stolli är en fjärilsart som beskrevs av Rothschild 1912. Heliura stolli ingår i släktet Heliura och familjen björnspinnare. Inga underarter finns listade i Catalogue of Life.